# Sumberadi (Kebumen)
Sumberadi is een bestuurslaag in het regentschap Kebumen van de provincie Midden-Java, Indonesië. Sumberadi telt 2549 inwoners (volkstelling 2010).